# Grynderup Sogn
Grynderup Sogn er et sogn i Rebild Provsti (Aalborg Stift).
I 1800-tallet var Grynderup Sogn og Stenild Sogn annekser til Rørbæk Sogn. Alle 3 sogne hørte til Gislum Herred i Aalborg Amt. Rørbæk-Grynderup-Stenild sognekommune indgik før kommunalreformen i 1970 i Rørbæk-Nørager Kommune. Den blev ved selve kommunalreformen indlemmet i Nørager Kommune, der ved strukturreformen i 2007 indgik i Rebild Kommune.
I Grynderup Sogn ligger Grynderup Kirke.
I sognet findes følgende autoriserede stednavne:
- Allestrup (bebyggelse, ejerlav)
- Grynderup (bebyggelse, ejerlav)
- Kjemtrup (bebyggelse, ejerlav)